# Clubhuismodel voor psychosociale rehabilitatie
Het clubhuismodel voor psychosociale rehabilitatie is een methode om ex-psychiatrische en psychiatrische patiënten te rehabiliteren op werk-, sociaal en psychisch gebied. Rehabilitatie is een middel of instrument op de weg naar persoonlijk en maatschappelijk herstel. Uiteindelijk doen de leden van het clubhuis het feitelijke herstellen zelf, door te participeren in al het werk van het clubhuis. De blauwdruk van het clubhuismodel ontstond in 1948 in de Verenigde Staten.:312 Het clubhuismodel is een internationaal gebruikte evidence-based practice van community-based rehabilitation.

## Geschiedenis
De basis voor het clubhuismodel werd gelegd in 1948 in New York. Een groep mensen ontslagen uit een psychiatrisch ziekenhuis aldaar, kwam geregeld bij elkaar samen als een soort zelfhulpgroep. Deze groep noemde zich WANA, "We Are Not Alone". Begin jaren 50 werd een pand aangekocht dat Fountain House werd gedoopt. Bijna veertig jaar later waren er in de V.S. 220 clubhuizen naar het model van Fountain House. Het clubhuismodel vond internationaal navolging. Inmiddels zijn er wereldwijd meer dan 300 clubhuizen naar het voorbeeld van Fountain House. In augustus 2010 is het clubhuismodel opgenomen in de Amerikaanse "National Registry of Evidence-Based Programs and Practices", oftewel NREPP. Het NREPP valt onder de "SAMHSA", oftewel de Substance Abuse and Mental Health Services Administration. Dit is een tak van de U.S. Department of Health and Human Services. Op 10 juni 2021 is het clubhuismodel toegevoegd aan de zogeheten "Guidance on community mental health services: Promoting person-centered and rights-based approaches" van de Wereldgezondheidsorganisatie (WHO).

## Functioneren en dynamiek
De pretentie van het clubhuismodel is dat het mensen met een geestelijke ziekte, met het oog op persoonlijk en maatschappelijk herstel, kan rehabiliteren en emanciperen op werk-, psychisch en sociaal gebied. Vanaf het moment dat een cliënt lid wordt van een clubhuis is er sprake van een rolverandering. De relatie waaraan een cliënt gewend is geraakt, vooral wanneer de cliënt in het kader van zijn behandeling gehospitaliseerd en geïnstitutionaliseerd is geraakt, is de verhouding behandelaar – cliënt. Het lid zijn van een clubhuisgemeenschap kan een dehospitaliserende werking hebben. Het eerste wat gebeurt als een cliënt zich inschrijft bij een clubhuis is dat hij “lid” wordt. In een clubhuis wordt gesproken over leden, over stafleden, over een directeur en over een bestuur. Cliënten zitten in een clubhuis niet in een cliëntenrol. Ze worden leden van een clubhuisgemeenschap, helpen het clubhuis draaiende te houden en doen daarbij betekenisvolle contacten op. In het clubhuis wordt het label "patiënt", "cliënt" of "psychiatrisch zieke" als het ware vervangen door het 'label' "lid". Door deze verandering legt het lid zich toe bewust of onbewust toe op een rolverandering.
De psychiatrie heeft het clubhuismodel onbedoeld mogelijk gemaakt, maar het clubhuismodel staat wat functioneren betreft haaks op hoe de psychiatrie werkt. Waar in de psychiatrie de nadruk ligt op de beperking en de behandeling daarvan, ligt in het clubhuis de nadruk op psychosociaal herstel en de mogelijkheden van het lid. Het rehabiliteren gebeurt door lid te worden en onderdeel uit te maken van de clubhuisgemeenschap. Het stelt de leden in staat te participeren aan een veilige en ondersteunende gemeenschap. Rehabilitatie ondersteunt de leden bij hun herstelproces. Herstellen is wat mensen met een beperking zelf doen. Rehabilitatie is een instrument dat wordt ingezet om het herstelproces te bevorderen. De organisatie in een clubhuis is plat, waar die in een psychiatrisch ziekenhuis, vooral op afdelingen waar sprake is van vrijheidsbeperking en dwangmaatregelen in het kader van de Wet verplichte ggz, hiërarchisch is. Deze hiërarchische verhouding wordt ook wel teruggevonden bij wat in de sociologie de "totale institutie" wordt genoemd.
In een psychiatrisch ziekenhuis doet de stem van een cliënt – vooral op gesloten afdelingen – er vanwege zijn ziektebeeld of andere beperking niet zo toe als in een clubhuis. In een clubhuis vinden regelmatig bijeenkomsten en vergaderingen plaats waarbij gestimuleerd wordt dat leden hun stem en hun mening laten horen. Besluitvorming vindt plaats op basis van consensus. Het gehele clubhuis is toegankelijk voor leden en stafleden, en er is geen ruimte alleen voor leden of alleen voor stafleden. Stafleden zijn allrounders, en geen hulpverleners. Deze veranderingen ten opzichte van de gang van zaken in een psychiatrisch ziekenhuis of binnen een ggz-contact, dienen ertoe positieve veranderingen teweeg te brengen in het persoonlijke en sociale zelfbeeld van de leden. Lidmaatschap van een clubhuisgemeenschap, en de mogelijkheden die dat lidmaatschap biedt, kan bijdragen aan de persoonlijke ontwikkeling.
Er wordt vanuit het clubhuismodel gekozen om het aantal stafleden klein te houden. Er zijn niet genoeg stafleden in het clubhuis om het werk gedaan te krijgen. Dit creëert een dynamiek die ervoor zorgt dat clubhuisleden nodig zijn om het clubhuis draaiende te houden. Het is de taak van de stafleden om de leden actief te betrekken bij al het werk in het clubhuis, en van de directeur erop toe te zien dat dit gebeurt. Een clubhuis bestaat bij de gratie van leden en moet leden het gevoel geven nodig te zijn. Waar het in ggz-contact en in psychiatrische ziekenhuizen gaat over wat de cliënten mankeert en wat hun beperkingen zijn, gaat het in een clubhuis om wat zijn leden wel kunnen. Het clubhuis is een plek voor leden om vermogens en talenten te ontplooien. Dit wordt dagelijks aangemoedigd.
Een belangrijk aspect van het clubhuis is dat een lid deel gaat uitmaken van een gemeenschap. Psychiatrische patiënten krijgen door de aard van hun ziekte vaak te maken met een sociaal isolement. Het is voor hen – meer dan voor andere mensen – moeilijk om op een reguliere manier deel te nemen aan de grotere samenleving. Lid zijn van een clubhuis voorziet hierin. Door samen te komen om te werken en het clubhuis draaiende te houden, worden ook sociale relaties aangegaan en onderhouden.
Vanwege het internationale karakter van de clubhuismethode wordt er in Nederlands 'clubhuisjargon' als het om sommige concepten gaat gebruikgemaakt van de Engelse taal. Dit bevordert de herkenbaarheid van de begrippen waarmee wordt gewerkt door clubhuisstaf en -leden, en getuigt van het internationale karakter van de clubhuismethode.

## Standards
De internationale standards voor clubhuizen definiëren het clubhuismodel. De standards zijn verdeeld over 8 hoofdstukken, te weten “Lidmaatschap”, “Relaties”, “Ruimte”, “Work-ordered day”, “Employment”, “Scholing”, “Functies van het huis” en “Financiering, Beleid en Bestuur”. Tezamen tellen de hoofdstukken 36 standards. De standards zijn overeengekomen door de internationale clubhuisgemeenschap en worden elke twee jaar herzien door het Standards Herzieningscomité van Clubhouse International. Het zijn de bouwstenen van het clubhuis. Het zijn instructies om het clubhuis optimaal te laten functioneren. In de standards is de dynamiek van het clubhuismodel opgeslagen.
Standard nummer 7 luidt bijvoorbeeld: “Het clubhuis biedt een effectief “reach out” systeem aan leden die niet langskomen, die geïsoleerd raken in de gemeenschap, of die opgenomen zijn.” Deze standard moet ervoor zorgen dat leden niet geïsoleerd raken. Als het even niet goed gaat wordt er bijvoorbeeld een kaart gestuurd, even met het afwezige lid gebeld, of, in het geval van een ziekenhuisopname, wordt een bezoek aan het lid gebracht in het ziekenhuis. Standard 20 garandeert dat het voor leden mogelijk is deel te nemen aan al het werk van het clubhuis en definieert welke werkzaamheden dat kunnen zijn. Er moet voldoende werk in een clubhuis zijn om de dynamiek die uitgaat van het model zo goed mogelijk te laten functioneren. De dynamiek van het model moet ervoor zorgen dat leden nodig zijn en daarvoor is voldoende werk een voorwaarde. Zo heeft elke standard een functie. Het is een grote opgave om aan al de standards te voldoen, gezien het feit dat er 36 standards zijn waarvan sommigen zijn onderverdeeld in afzonderlijke instructies.

## Work-ordered day
De leden en stafleden van een clubhuisgemeenschap komen samen om te werken, en daarmee betekenisvolle relaties aan te gaan en te onderhouden. In een clubhuis is sprake van een werkdag – de zogenaamde work-ordered day – met met het bedrijfsleven vergelijkbare werktijden (9-17) en verschillende taken. Waar in een psychiatrisch ziekenhuis of in een ander contact in het kader van de geestelijke gezondheidszorg (ggz) wordt besloten ‘’over’’ cliënten, besluiten leden in een clubhuisgemeenschap over zichzelf. Dit doen ze onder meer door zelf te kiezen welk werk ze doen. Dit gebeurt in een werkbespreking die elke ochtend en soms ook middag plaatsvindt. Leden werken zij aan zij met stafleden en ze werken vrijwillig. Er zijn in het clubhuis ook betaalde krachten. Dat zijn de stafleden en de directeur. De taak van de stafleden is onder meer de continuïteit van het clubhuis te waarborgen.

## Transitional, Supported en Independent Employment
Het clubhuis heeft Transitional Employment plekken (TE's) bij bedrijven. Het gaat hier om tijdelijk betaald werk. Leden kunnen op deze plekken tegen minstens het minimumloon werkervaring op doen. Het clubhuis kan door middel van hulp van stafleden terplekke zo nodig voor ondersteuning zorgen, en garandeert het bedrijf bij welke de TE-plek is dat de werkplekken bij ziekte van een lid die op die plek werkt altijd bezet zijn, zij het door andere leden of stafleden. Deze TE's duren van zes tot negen maanden. De regelingen en afspraken van Transitional Employment zijn vastgelegd in standard nummer 22. Onderzoek naar TE-projecten duidt op positieve resultaten. TE-projecten nemen belemmeringen bij cliënten zoals een gebrek aan motivatie en het ontbreken van een arbeidsgeschiedenis weg.:295
Standard 23 gaat over Supported Employment en Independent Employment, waarbij respectievelijk met ondersteuning van het clubhuis elders wordt gewerkt, en waarbij onafhankelijk van het clubhuis wordt gewerkt. Deze standard garandeert de leden ondersteuning bij werk wat zij buiten het clubhuis doen. De steun van het clubhuis behelst hulp om werk te bemachtigen, te behouden en te verbeteren.
Standard 24 garandeert de leden bovendien een aantal extra's als ze onafhankelijk van het clubhuis werken. Namelijk, dat ze alle beschikbare hulp en mogelijkheden van het clubhuis blijven behouden, inclusief belangenbehartiging voor hun rechten, hulp bij huisvesting, gevallen van juridische, financiële en persoonlijke aard, zowel als deelname aan avond- en weekendprogramma's.

## Accreditatie en training
Om de kwaliteit van een clubhuis op niveau te krijgen kunnen clubhuizen zich met hulp van Clubhouse International aanmelden voor een accreditatieproces. Hierbij wordt een zelfstudie gedaan door het clubhuis, en wordt het clubhuis bezocht en aan een onderzoek onderworpen door leden en stafleden van andere, geaccrediteerde clubhuizen. Deze personen zijn geschoold in de clubhuismethode en aangesloten bij de Faculty for Clubhouse Development.  Uit het rapport dat door dit 'faculteitsteam' wordt samengesteld volgt een eenjarige, driejarige of geen accreditatie.
Ook kunnen leden, stafleden, directeur en bestuur zich laten scholen in het clubhuismodel.

## Onderzoek
Er is vergelijkend onderzoek gedaan naar het clubhuismodel en het PACT model. Het PACT of ACT model ((Program of) Assertive Community Treatment) is een gemeenschapsprogramma dat cliënten bijstaat in hun natuurlijke omgeving en zowel klinische als rehabiliterende aspecten integreert. De nadruk ligt op competentieverhoging, op de doelen van de cliënt, op de waargenomen noden van de cliënt, op interventie, op de essentie van de dienstverlening en op een visie van de ontwikkeling van een cliënt in de gemeenschap.:298 Onderzoek uit 2005 door het Center for Mental Health Services Research van de University of Massachusetts Medical School naar het clubhuismodel en de PACT methode heeft onder meer de volgende resultaten opgeleverd:
- Clubhuisleden op een TE-plaatsing hielden het langer vol dan deelnemers aan de PACT-banen;
- Clubhuisleden verdienden meer loon dan werknemers bij PACT-banen;

Een tweede onderzoek toonde het volgende aan:
- Leden die langer lid waren van een clubhuis werkten langer op de verschillende soorten banen die onder het hoofdstuk "Employment" in de standards voorkomen;

Een onderzoek naar clubhuiskosten toonde het volgende aan:
- Het clubhuismodel kost minder dan vergelijkbare dienstverlenende modellen.

## Herstellen binnen een clubhuisgemeenschap
Een hersteldefinitie die wordt weergegeven met de afkorting CHIME-D, sluit volgens Kenniscentrum Phrenos voor 70% aan bij de persoonlijke herstelervaringen van mensen met ernstige psychische problemen. Het gaat hier om het weer voelen van verbondenheid (Connectedness), het weer ervaren van hoop (Hope), het zoeken van een nieuwe identiteit (Identity), het geven van betekenis aan het hebben van de stoornis (Meaning), en het ervaren van empowerment (Empowerment). Dit gaat niet zonder moeilijkheden (Difficulty). Deze processen worden binnen een clubhuis vooral doorlopen wanneer er sprake is van een langdurig lidmaatschap. De standards voorzien in een lange duur van dat lidmaatschap, wat blijkt uit standard 1, dat het recht op lidmaatschap voor het leven garandeert, mits het lid een bedreiging vormt voor de gemeenschap. Elk lid mag het clubhuis gebruiken zoals hem of haar dat het beste uitkomt. Dat betekent dat een lid na langdurige afwezigheid altijd direct weer welkom is.

## Kritiek
De kritiek op het clubhuismodel treft met name het zogeheten Transitional Employment. Het wordt afgeschreven als een oud model dat niet up-to-date is met de huidige beroepsmatige technologie. Ook wordt het omschreven als een zwak vehikel wanneer het wordt vergeleken met Supported Employment, waarbij leden onafhankelijk, maar met steun van het clubhuis werken. TE zou minder effectief zijn. Veel clubhuizen krijgen enkel financiering voor Supported Employment, en geen financiering voor TE.

## Clubhouse International en Clubhouse Europe
Clubhouse International – voorheen het International Center for Clubhouse Development – opgericht in 1994, is een wereldwijde niet-gouvernementele non-profitorganisatie, die gemeenschappen helpt die oplossingen willen bieden voor mensen met een psychische ziekte. CI promoot de ontwikkeling en versterking van deze 'rehabilitatieclubhuizen', ze overziet de creatie en evolutie van de in clubhuizen gehanteerde "standards", ze bewaakt de kwaliteit en doet onderzoek ten bate van de aangesloten clubhuizen. CI helpt wereldwijd om clubhuizen voor psychosociale rehabilitatie te creëren. Deze gemeenschappen zijn gebaseerd op het idee dat de gehele persoon betrokken dient te worden bij het herstel van de ernstige gevolgen van een psychiatrische ziekte. Deel uitmaken van een in de maatschappij gewortelde gemeenschap kan daar volgens de Fountain House-beweging een belangrijke bijdrage aan leveren. De clubhuisgemeenschappen willen hulp bij het verkrijgen van toegang tot huisvesting, scholing, gezondheidszorg en werkgelegenheid bieden.
Clubhouse Europe – voorheen het European Partnership for Clubhouse Development – is opgericht in 2011, hoewel Clubhouse International stelt dat Clubhouse Europe zijn oorsprong heeft in 2007. CE heeft een soortgelijk doel als CI, maar concentreert zich op de ontwikkeling van het clubhuismodel in Europa. Aan de basis van CE staan dertien Europese clubhuizen.

## Prijzen
In 2014 werd aan Fountain House en Clubhouse International de Conrad N. Hilton Humanitarian Prize toegekend. Deze prijs wordt sinds 1996 toegewezen aan non-profitorganisaties die exemplarische en buitengewone bijdragen leveren om menselijk lijden te verlichten. Met een waarde van 1,5 miljoen Amerikaanse dollar is het de grootste humanitaire prijs ter wereld.

## Europa
In Finland zijn er 21 clubhuizen en het model wordt ook in andere Noordse landen gebruikt. In Centraal-, Oost- en Zuid Europa is het clubhuismodel minder bekend. Het EMPAD-project, waarbij EMPAD staat voor Empowering Adults with Mental Illness, traint professionals op het gebied van "community-based rehabilitation" en dan met name in de clubhuismethode. Volwassenen die te maken hebben (gehad) met psychiatrische klachten worden betrokken bij projectontwikkeling en -uitvoering. Het EMPAD-project wordt gefinancierd met steun van de Europese Commissie.

## Nederland
In Nederland heeft het clubhuismodel in 1986 voet aan de grond gekregen in Amsterdam. Daar huist aan de Sarphatistraat een geaccrediteerd clubhuis met de naam De Waterheuvel. Het wordt dagelijks bezocht door ongeveer 36 leden. Gemiddeld 160 verschillende leden bezoeken De Waterheuvel maandelijks. De Waterheuvel is van oudsher opgedeeld in vier werkeenheden, te weten de Balie, de Keuken, ontmoetings- en lunchruimte Het Treffertje en het Kantoor. Er wordt ook gewerkt in commissies, er vinden regelmatig vergaderingen plaats en er zijn sociale activiteiten. Tweewekelijks wordt er een huisvergadering gehouden waarbij leden, stafleden en de directeur aanwezig zijn. Hier worden ideeën voorgedragen en besluiten genomen. In 2016 vierde De Waterheuvel haar 30-jarig jubileum. Vanaf 2015 wordt De Waterheuvel grotendeels gefinancierd vanuit de Wmo, voor een klein deel (nog) uit de AWBZ, uit fondsen en uit het verhuur van zalen. Op 14 januari 2014 bekrachtigden de directies van het Amstel Hotel en de Waterheuvel een samenwerkingsovereenkomst waarmee de Waterheuvel zich verzekerde van haar eerste Transitional Employment-werkplek.
In 2005 is er een tweede clubhuis gestart in Almere. Dit clubhuis stond in de internationale clubhuizenlijst van Clubhouse International vermeld onder de naam Het Clubhuis/Kwintes, maar uiteindelijk heeft men daar in 2016 besloten geen clubhuis te worden.  Sinds 2013 is er ook een clubhuis te vinden in Amsterdam-Noord met de naam Clubhuis Noord. Dit clubhuis is ontstaan uit een dag activiteiten centrum. In Groningen bestaat sinds 2016 het Clubhuis de Horizon.

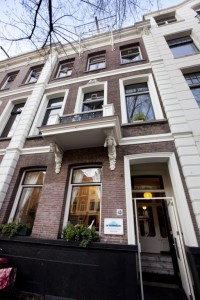
De Waterheuvel in 2011